# Jochblattgewächse
Jochblattgewächse (Zygophyllaceae) sind eine Familie in der Ordnung der Jochblattartigen (Zygophyllales) innerhalb der Bedecktsamigen Pflanzen (Magnoliopsida).

## Beschreibung

### Vegetative Merkmale
Es sind meistens Bäume, Sträucher oder Halbsträucher, selten einjährige oder ausdauernde krautige Pflanzen. Einigen Arten sind Xerophyten. Die Nodien (Knoten) sind oft verdickt. Die selten wechselständig oder meist gegenständig angeordneten Laubblätter sind meist gestielt, einfach oder (meist paarig) gefiedert, oft sind sie fleischig. Die Nebenblätter bleiben oft lange erhalten und oft sind sie in Dornen umgewandelt.

### Generative Merkmale
Die traubigen oder zymösen Blütenstände stehen einzeln, end- oder achselständig.
Die meist zwittrigen Blüten sind fünfzählig, manchmal vierzählig; sie sind radiärsymmetrisch oder selten zygomorph. Nur die Neoluederitzia sind zweihäusig getrenntgeschlechtig (diözisch). Sie haben freie oder höchstens an ihrer Basis verwachsene Kron- und Kelchblätter. Es sind ein bis zwei Kreise mit vier bis fünf freie Staubblättern vorhanden, die meist an ihrer Basis Schuppen besitzen. Selten zwei bis drei, meist vier bis fünf Fruchtblätter sind zu einem oberständigen Fruchtknoten verwachsen. In jeder Fruchtknotenkammer befinden sich eine bis einige hängende Samenanlagen. Meist ist nur ein dünner Griffel vorhanden, der in einer kopfigen bis leicht vier- bis fünflappigen Narbe endet.
Sie bilden meist Kapselfrüchte, selten Steinfrüchte (Balanites) oder Spaltfrüchte. Die Samen enthalten einen chlorophyllhaltigen, geraden bis leicht gekrümmten Embryo.

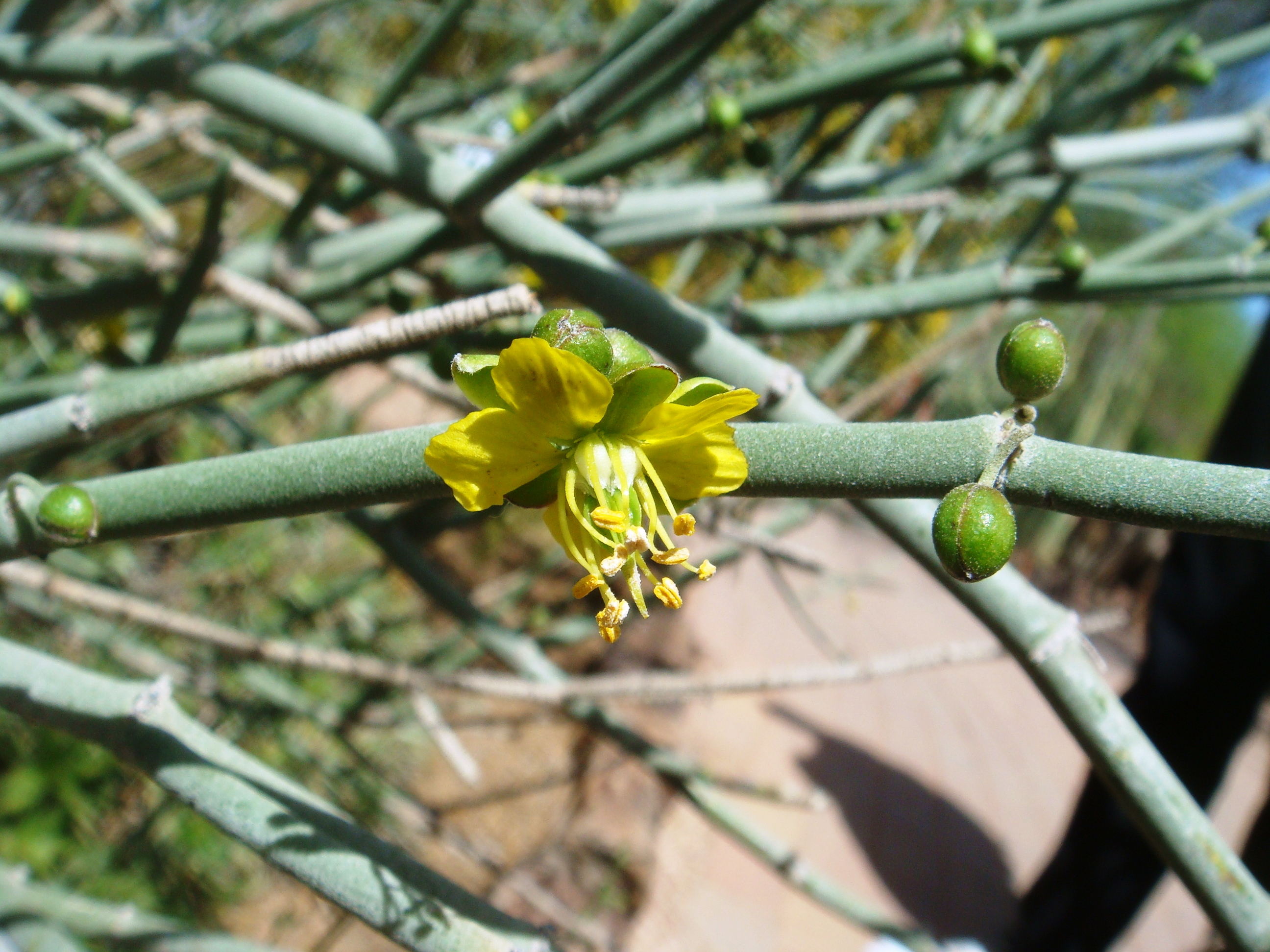
Unterfamilie Larreoideae: Blüte von Bulnesia retama

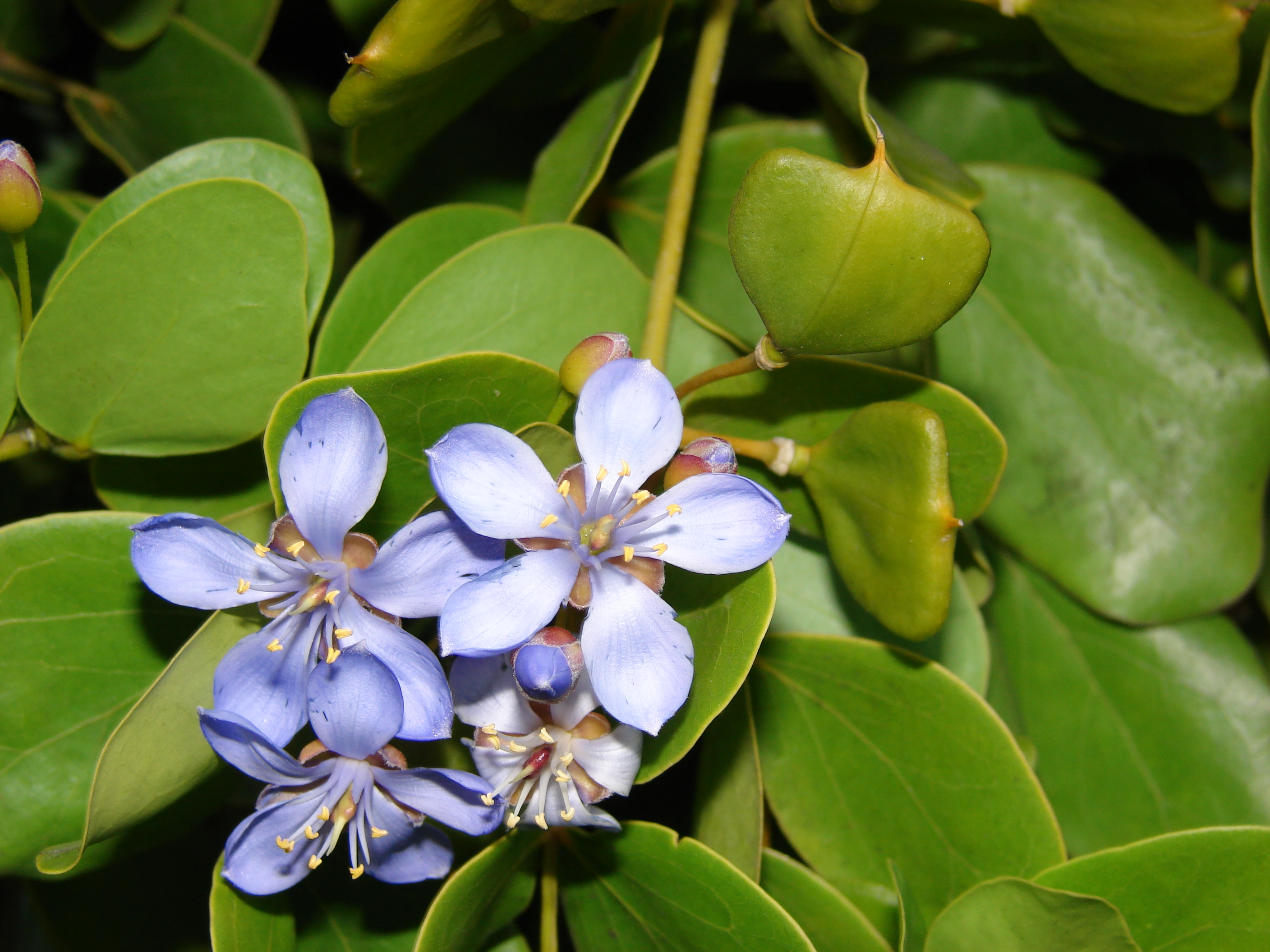
Unterfamilie Larreoideae: Guajak-Baum (Guaiacum officinale)

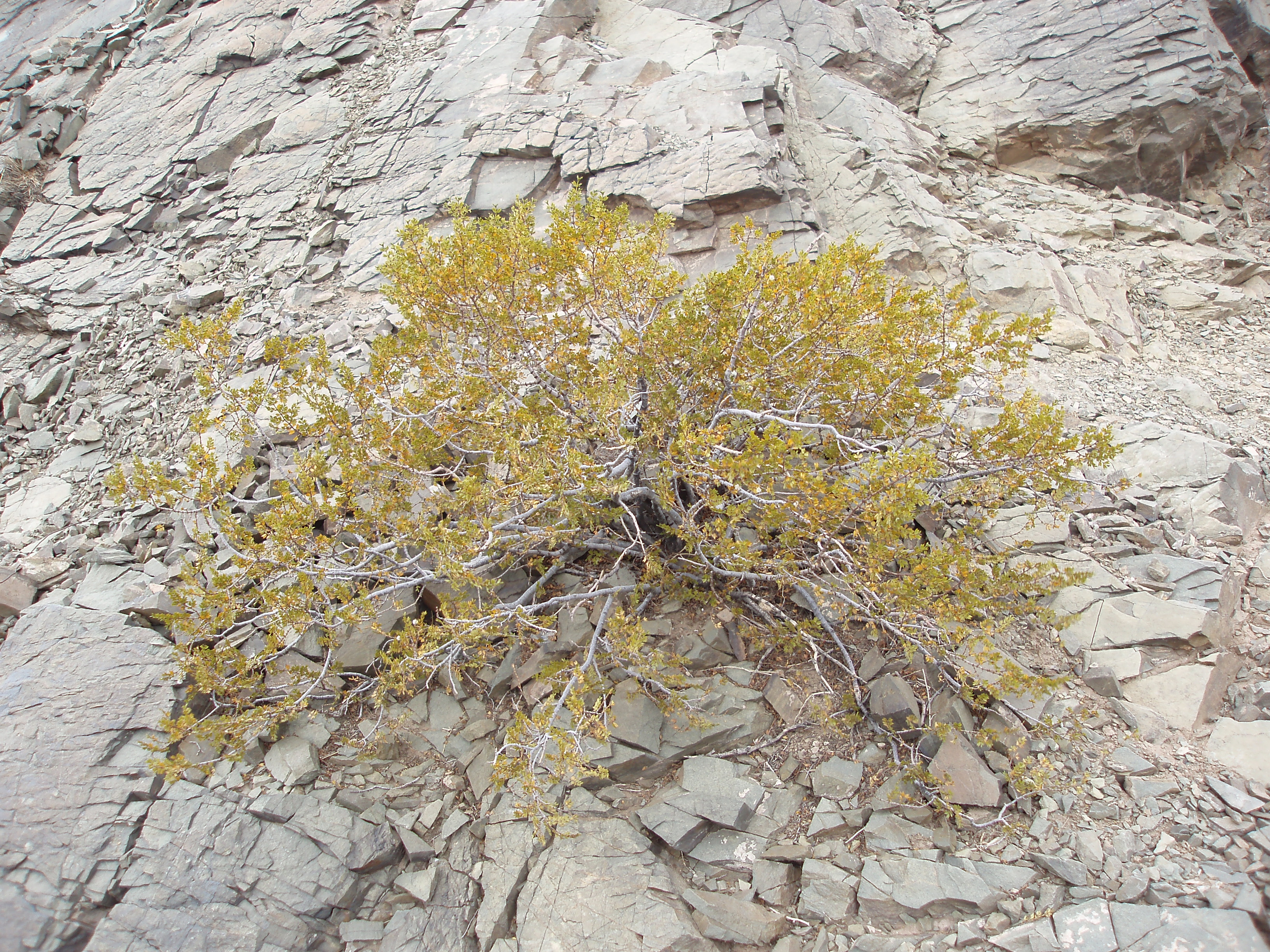
Unterfamilie Larreoideae: Habitus von Larrea cuneifolia

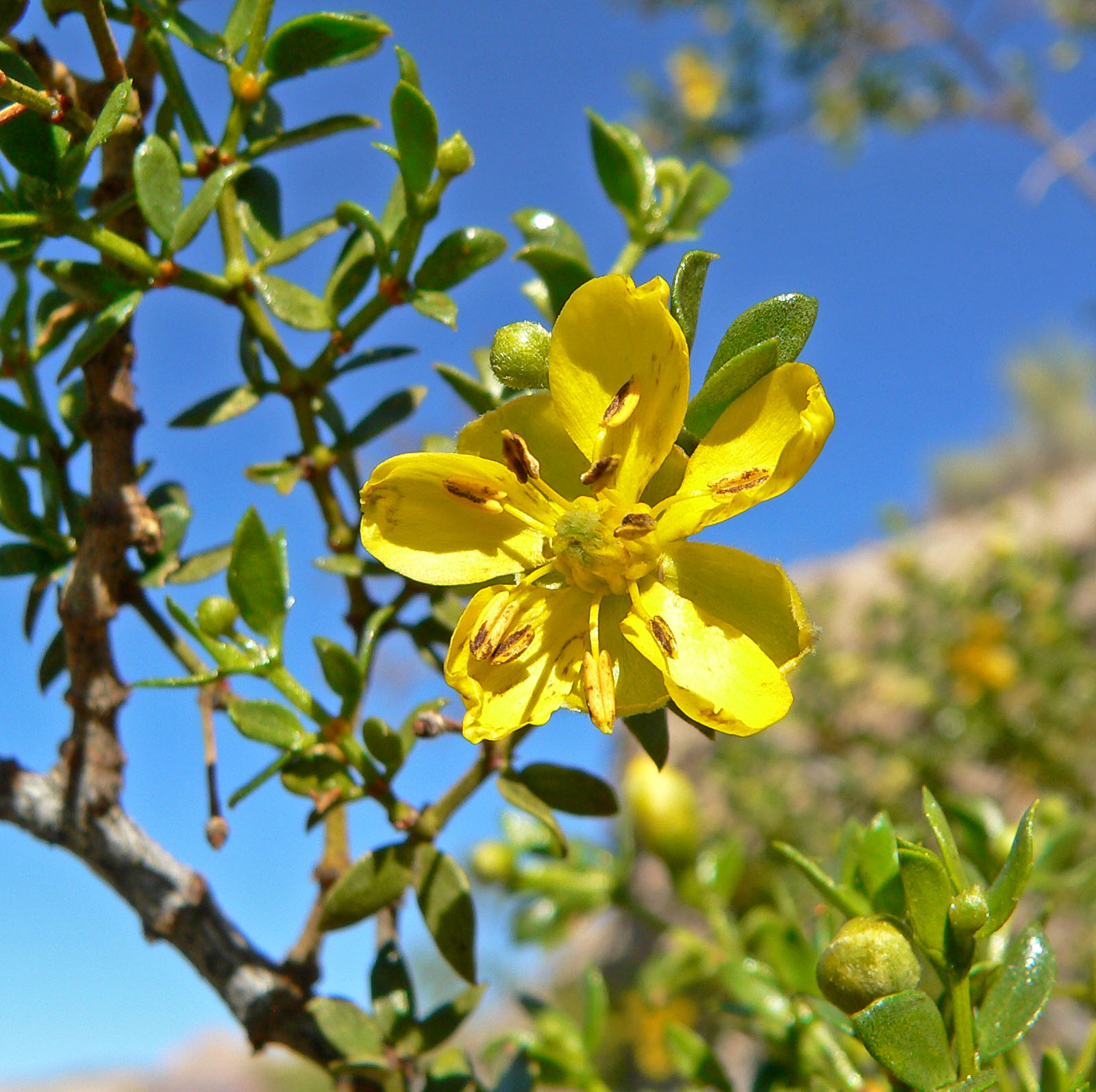
Unterfamilie Larreoideae: Kreosotbusch (Larrea tridentata)

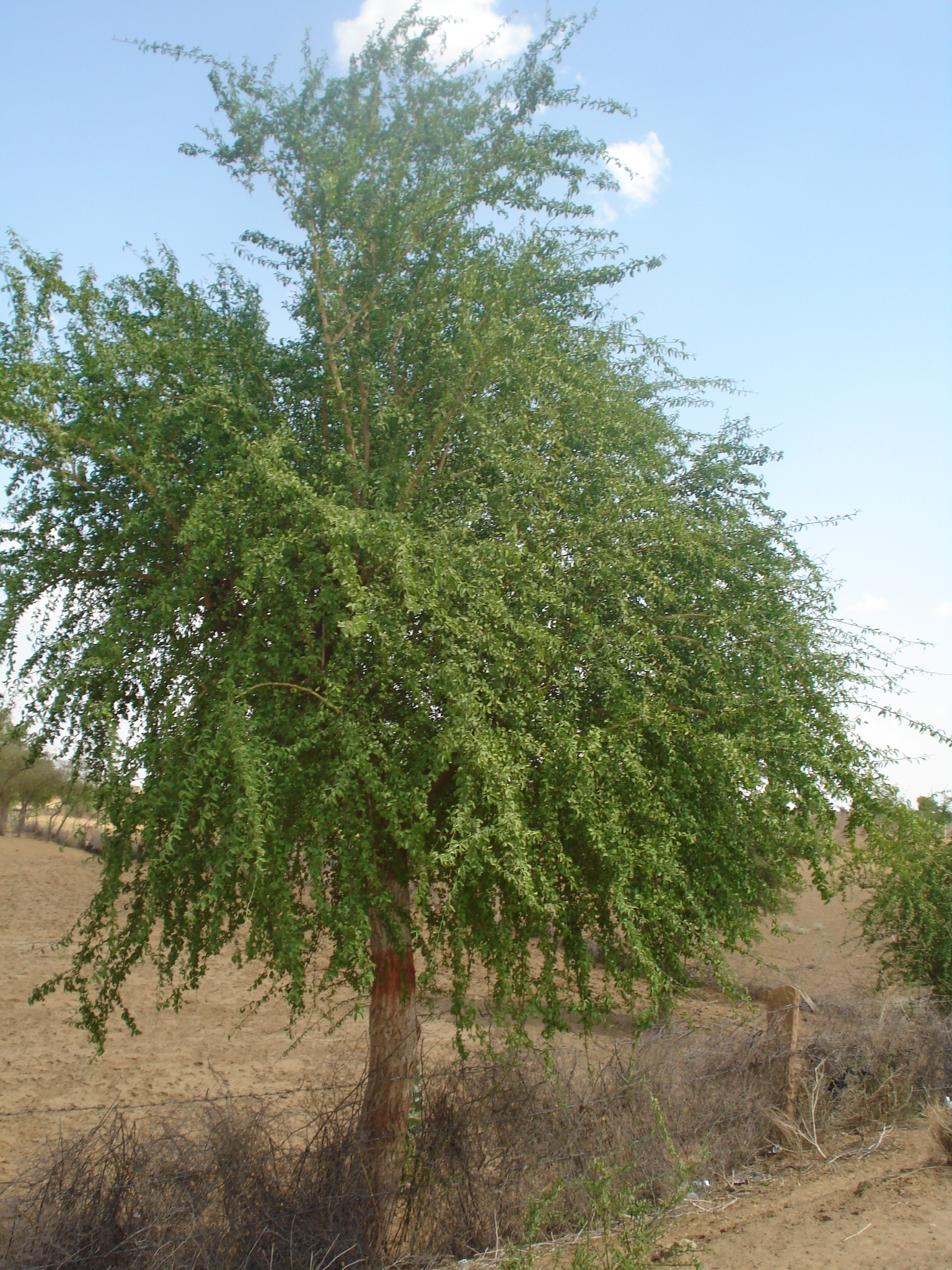
Unterfamilie Tribuloideae: Habitus von Balanites roxburghii

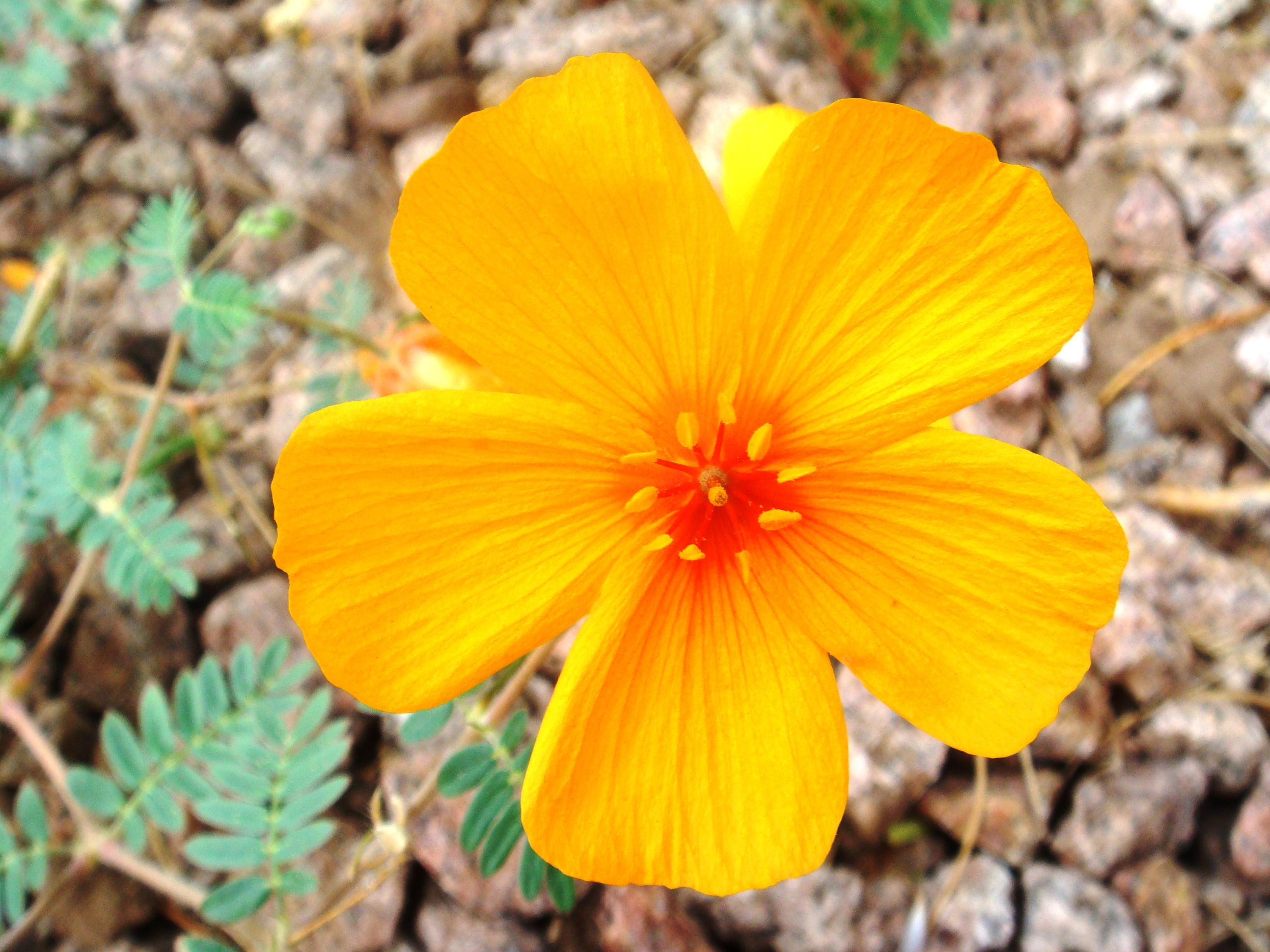
Unterfamilie Tribuloideae: Fünfzählige Blüte von Kallstroemia grandiflora

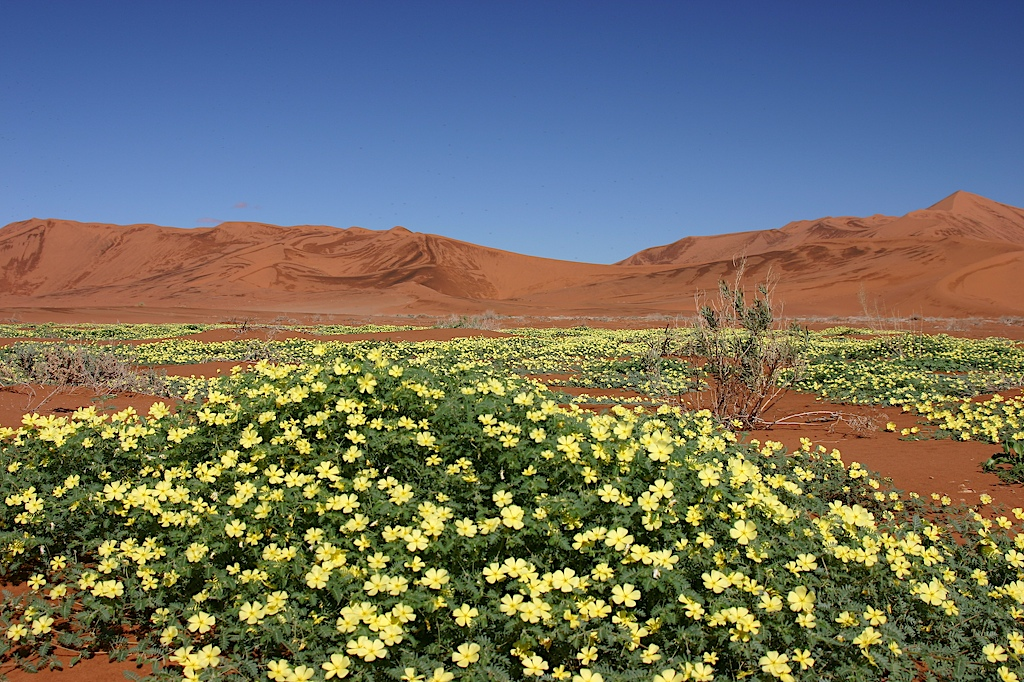
Unterfamilie Tribuloideae: Tribulus zeyheri

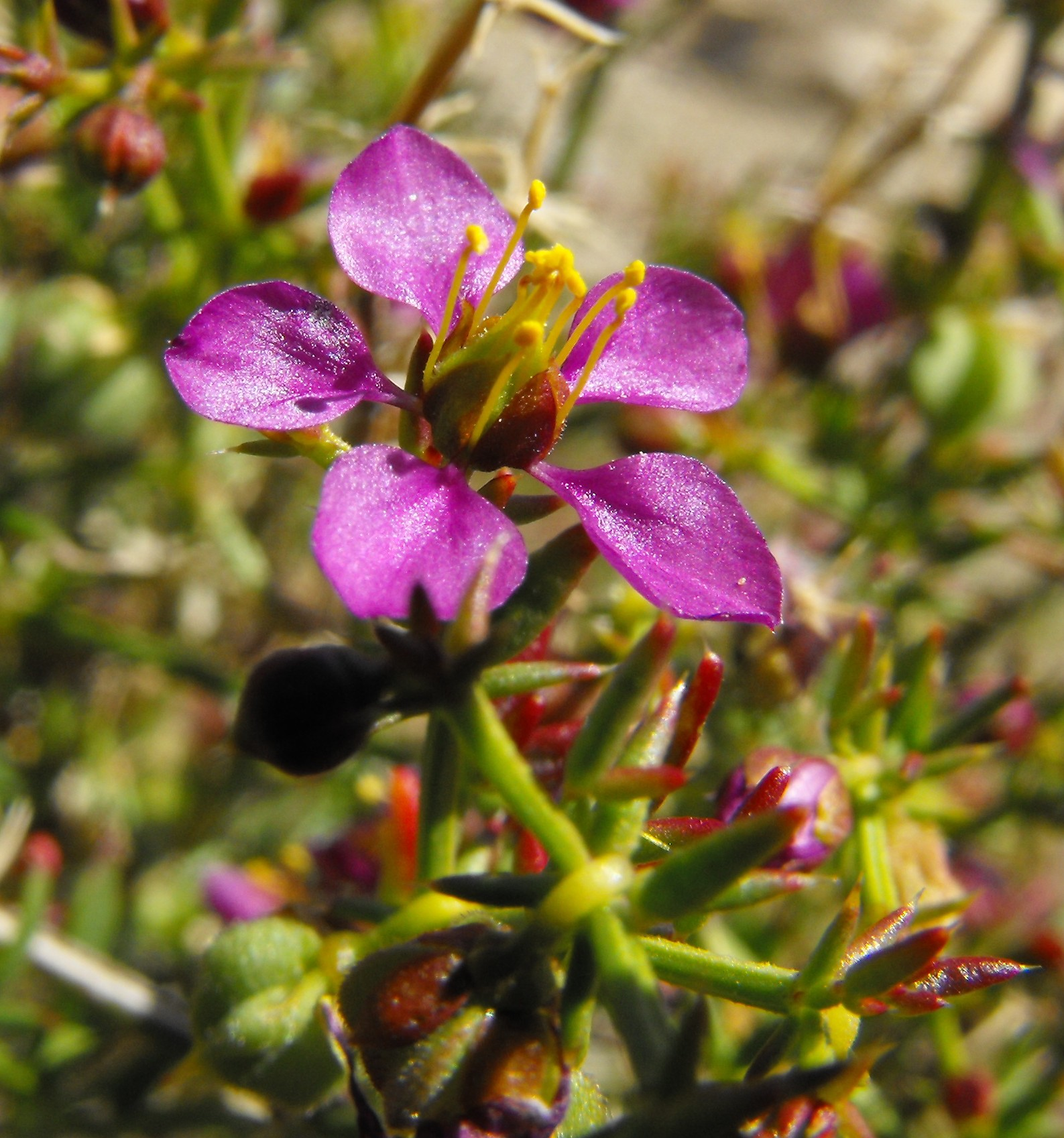
Unterfamilie Zygophylloideae: Fagonia laevis

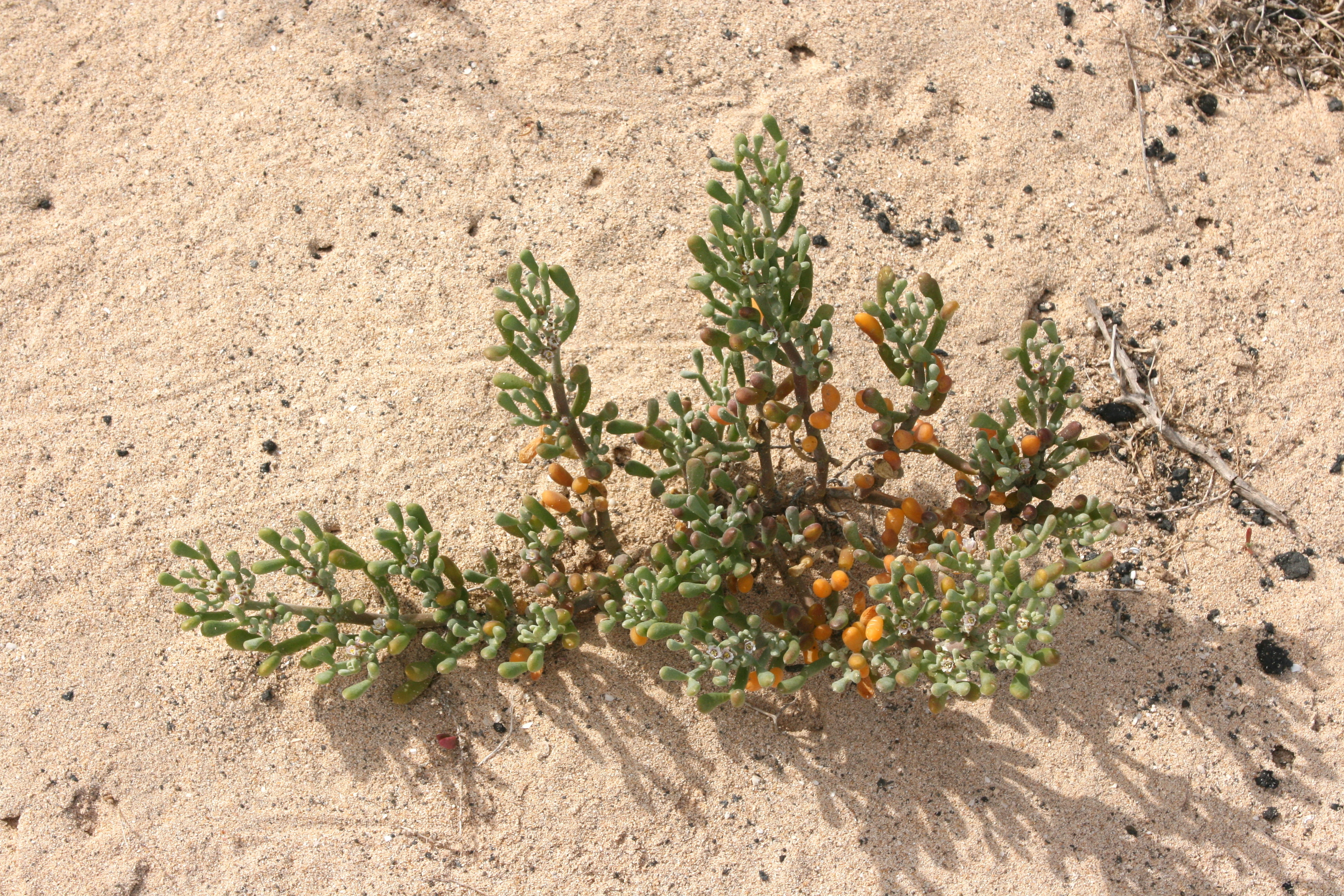
Unterfamilie Zygophylloideae: Zygophyllum fontanesii

## Systematik und Verbreitung
Die Zygophyllaceae sind eine variable Gruppe, die in mehr oder weniger ariden und salinen (halophilen) Gebieten in vielen Teilen der Welt gedeiht. Die meisten Arten haben eine tropische oder subtropische Verbreitung, selten sind sie auch in warm gemäßigten Gebieten anzutreffen.
Die Familie wurde 1814 von Robert Brown unter dem Namen „Zygophylleae“ in A Voyage to Terra Australis, 2, S. 545 erstveröffentlicht. Typusgattung ist Zygophyllum L. Synonyme sind für Zygophyllaceae R.Br. sind Balanitaceae M.Roem. und Tribulaceae Trautv. Seit den Überblicksarbeiten von Engler 1931 und Scholz 1964 über Zygophyllaceae war sie in sieben Unterfamilien und eine Reihe von Tribus und Subtribus gegliedert. Dies blieb lange Zeit im Wesentlichen unverändert bis zwei der Unterfamilien zu den Sapindales heute in die Familie der Nitrariaceae (Peganum, Malacocarpus, Tetradiclis und Nitraria) von Gadek et al. 1996 und Sheahan & Chase 1996 ausgegliedert wurden. Die Gattung Krameria L. bildet eine eigene Familie Krameriaceae Dum. Die beiden Familien Zygophyllaceae und Krameriaceae sind die einzigen Familien der Ordnung der Zygophyllales (schon bei APG 1998).
Die Familie der Jochblattgewächse (Zygophyllaceae) wird heute in fünf Unterfamilien gegliedert, mit 25 bis 27 Gattungen und etwa 240 bis 285 Arten:
- Unterfamilie Larreoideae Sheahan & Chase: Die etwa fünf bis sieben Gattungen und etwa 30 Arten sind in der Neotropis von den südwestlichen USA über Mexiko bis Südamerika weitverbreitet:
  - Bulnesia Gay (inklusive Gonoptera Turcz.): Die etwa acht Arten gedeihen in trockenen Gebieten Südamerikas, beispielsweise im Gran Chaco (Argentinien), darunter:
    - Bulnesia arborea (Jacq.) Engl.
    - Bulnesia retama (Gillies ex Hook. & Arn.) Griseb.: Sie kommt in Peru und im nördlichen Argentinien vor.[2]

  - Guajak (Guaiacum L., orth. cons.; Guajacum L. orth. var.): Die sechs bis acht Arten sind in tropischen und wärmeren Gebieten der Neuen Welt verbreitet, beispielsweise:
    - Guajak-Baum (Guaiacum officinale L.)

  - Larrea Cav. (inklusive Covillea M.Vail, Neoschroetera Briq., Schroeterella Briq.): Die etwa fünf Arten sind in Peru, Bolivien, Chile und Argentinien verbreitet und eine Art (Larrea tridentata) gedeiht in trockenen Wüsten der USA beispielsweise in der Mohave:
    - Kreosotbusch (Larrea tridentata (DC.) Coville)
    - Larrea ameghinoi Speg.: Sie kommt im südlichen Argentinien vor.[2]
    - Larrea cuneifolia Cav.: Sie ist in Argentinien weitverbreitet.[3]
    - Larrea divaricata Cav.: Sie kommt in Bolivien, Peru, Argentinien und Chile vor.[3]
    - Larrea nitida Cav.: Sie kommt in Chile und in Argentinien vor.[2]

  - Metharme Phil. ex Engl.: Sie enthält nur eine Art:
    - Metharme lanata Phil.: Es ist ein Endemit in der Región de Tarapacá in Chile.

  - Pintoa Gay: Sie enthält nur eine Art: 
    - Pintoa chilensis Gay: Sie gedeiht nur in der Atacamawüste.

  - Plectrocarpa Gillies ex Hook. & Arn.: mit zwei bis drei Arten im nordwestlichen Argentinien.
  - Porlieria Ruiz & Pav.: mit fünf Arten in Südamerika und einer Art vom nördlichen Mexiko bis Texas.

- Unterfamilie Morkillioideae Rose & J.H.Painter: mit drei Gattungen und nur vier Arten in Mexiko und Niederkalifornien (Baja California):
  - Morkillia Rose & J.H.Painter (inklusive Chitonia Moç. & Sessé): mit nur zwei Arten in Mexiko.
  - Sericodes A.Gray: Sie enthält nur eine Art:
    - Sericodes greggii A.Gray: Sie kommt in Nordmexiko vor.

  - Viscainoa Greene: Sie enthält nur eine Art:  
    - Viscainoa geniculata  Greene: Sie wächst in Mexiko hauptsächlich in Niederkalifornien (Baja California).

- Unterfamilie Seetzenioideae M.C.Sheahan & M.W.Chase: nur eine monotypische Gattung:
  - Seetzenia R.Br. ex Decne.: Sie enthält nur zwei Arten:
    - Seetzenia lanata (Willd.) Bullock: Sie kommt nur in Südafrika vor.[2]
    - Seetzenia orientalis Decne.: Sie kommt von der Sahara bis Somalia und Indien vor.[2]

- Unterfamilie Tribuloideae D.H.Porter: weltweit mit etwa sechs Gattungen und etwa 63 Arten:
  - Balanites Delile: mit etwa neun Arten in Afrika und Asien; beispielsweise:
    - Wüstendattel (Balanites aegyptiaca (L.) Delile)

  - Kallstroemia Scop. (inklusive Ehrenbergia Mart.): mit etwa 17 Arten, die ursprünglich in der Neotropis und in Nordamerika vorkommen.[2]
  - Kelleronia Schinz: Sie enthält etwa drei Arten, die in Äthiopien, Somalia und Oman vorkommen.[2]
  - Neoluederitzia Schinz: Sie enthält nur eine Art:
    - Neoluederitzia sericeocarpa Schinz: Sie gedeiht nur in Sümpfen in Namibia.

  - Sisyndite E.Mey. ex Sond.: Sie enthält nur eine Art:
    - Sisyndite spartea E.Mey. ex Sond.: Sie kommt in Südafrika und in Namibia vor.[2]

  - Tribulopis R.Br. (Syn.: Tribulopsis R.Br. orth. var.): mit sechs bis zehn Arten in Australien.
  - Burzeldorne (Tribulus L.): mit etwa 15 bis 25 Arten in Eurasien, Afrika und Australien. Als einzige Gattung der Familie haben sie Fruchtknoten mit falschen Scheidewänden, die Ausbreitung erfolgt epizoochor durch bestachelte Kapselfrüchte.

- Unterfamilie Zygophylloideae: Sie gedeihen meist in trockenen Gebieten in der Alten Welt, aber auch in den südwestlichen USA und in Chile. Mit vier bis sechs Gattungen und etwa 137 Arten:
  - Augea Thunb.: Sie enthält nur eine Art:
    - Augea capensis Thunb.: Sie gedeiht in Südafrika und Namibia. Sie wird nach Christenhusz und Byng (2018) als Zygophyllum augea in die Gattung Zygophyllum gestellt.[2]

  - Fagonia L.: mit etwa 34 (bis 45) Arten im Mittelmeergebiet und Südwestasien bis Indien, in Südwestafrika und im südwestlichen Nordamerika
  - Melocarpum (Engl.) Beier & Thulin: mit nur zwei Arten in der Capensis.
  - Roepera A.Juss.: mit etwa 60 Arten, die aber von manchen Autoren auch zu Zygophyllum gestellt werden. Sie kommen von Angola bis Südafrika und in Australien vor.[2]
  - Tetraena Maxim.: Sie enthält nur eine Art:
    - Tetraena mongolica Maxim.: Es ist ein Endemit der Inneren Mongolei.

  - Jochblatt (Zygophyllum L.; inklusive Halimiphyllum (Engl.) Boriss., Miltianthus Bunge, Sarcozygium Bunge): mit etwa 36 bis 120 Arten, beispielsweise: 
    - Zygophyllum album L. f.: Sie kommt von Spanien und dem Mittelmeergebiet bis zur Arabischen Halbinsel und Somalia vor.[2]
    - Bohnenähnliches Jochblatt (Zygophyllum fabago L.).

## Nutzung
Der Guajak-Baum (Guaiacum officinale) liefert das „Lignum vitae“ genannte Holz mit extrem hoher Dichte und Härte. Einige Guaiacum-, Zygophyllum-, Tribulus- und Larrea-Arten werden in warmen Gebieten als Zierpflanzen verwendet.
Von Larrea tridentata werden die Blütenknospen als Kapernersatz eingelegt; aus Rinde und Blättern wird ein Tee gebrüht. Von dieser Art wurden die medizinischen Wirkungen untersucht.
Von Tribulus terrestris werden die Blätter und junge Austriebe gegart gegessen. Die Früchte werden gegart gegessen oder es wird ein Mehl daraus hergestellt. Von dieser Art wurden die medizinischen Wirkungen untersucht.
Von Bulnesia retama wird Retamowachs (Ceramimbiwachs) gewonnen.